# Echeandia mirandae
Echeandia mirandae är en sparrisväxtart som beskrevs av Robert William Cruden. Echeandia mirandae ingår i släktet Echeandia och familjen sparrisväxter. Inga underarter finns listade i Catalogue of Life.